# Francesc Reguera
Francesc Reguera (* 24. Juli 1976) ist ein andorranischer Fußballspieler.
Reguera spielte von Juli 2002 bis Juni 2008 für den FC Encamp, wo er bereits von 1996 bis 1998 war. 1997 wurde er einmal im Rahmen eines Freundschaftsspiels in der andorranischen Fußballnationalmannschaft eingesetzt.